# Enhanced Graphic Adapter

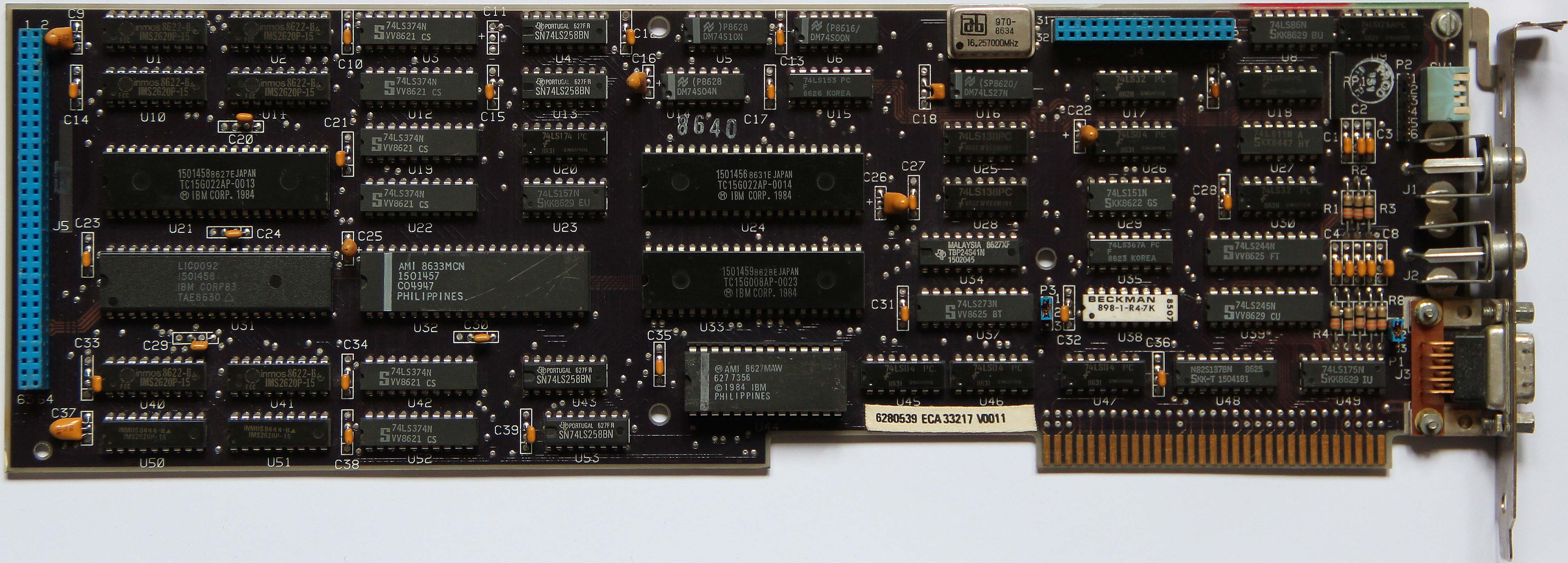
Karta IBM EGA, verze s 64kB paměti

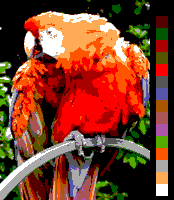
Ukázka 16 barev EGA

EGA (Enhanced Graphic Adapter) je standard grafické karty. Grafické karty EGA se objevily v roce 1984, společně s novou řadou počítačů IBM AT.
Standard EGA umožňoval zobrazit 16 barev při rozlišení až 640 x 350 bodů. Tyto karty byly vybaveny vlastní pamětí původně 64 KB (která však umožňovala plné rozlišení pouze v černobílém módu), později až 256 KB. Klony karet od jiných výrobců později umožňovaly větší rozlišení a další funkce.
Standard EGA nahradil předchozí standard CGA a spolu s novou řadou IBM PS/2 byl roku 1987 nahrazen následným VGA.